# Lev Livet leende
Lev Livet leende er en amerikansk stumfilm fra 1918 af Allan Dwan.

## Medvirkende
- Douglas Fairbanks som Jerry Martin
- Marjorie Daw som Billie Bartlett
- Herbert Standing som Mike
- Frank Campeau som John Bartlett
- Bull Montana som Baron Bean